# Black Duck Open Hub
Black Duck Open Hub, anciennement Ohloh, est un site web qui catalogue les projets open source et fournit des informations purement objectives sur ces derniers, principalement par le biais d'une analyse statistique des dépôts de code source. Il a été fondé par d'anciens responsables de Microsoft, Jason Allen et Scott Collision, en 2004. Il a été racheté par Geeknet (anciennement SourceForge, Inc.) le 28 mai 2009, puis par Black Duck Software le 5 octobre 2010.
Le site fournit, entre autres, les informations suivantes sur de nombreux projets open source : la licence exacte, nombre de lignes du code source, activité du projet, nombre de contributeurs, etc.
Au 5 juin 2007, Ohloh référence 5 482 projets open source.
Au 17 décembre 2009, Ohloh référence 433 161 projets open source.
Le 15 juillet 2014, Ohloh change de nom et devient Open Hub. 
Au 15 janvier 2019, Open Hub recense 475 124 projets Open Source.